# Ralf Quabeck
Ralf Quabeck (* 30. September 1958) ist ein ehemaliger deutscher Fußballspieler.

## Karriere
Ralf Quabeck spielte in der Jugend des MSV Duisburg, mit der er deutscher A-Jugendmeister wurde. Nach seinem Wechsel 1977 zum Verbandsligisten Rot-Weiß Oberhausen folgte in der Saison 1978/79 unter Trainer Manfred Rummel der Aufstieg in die 2. Bundesliga. Nach zwei Jahren in der zweiten Liga mit 78 Spielen und drei Toren folgte für die Kleeblätter 1981 der Wiederabstieg in die Oberliga Nordrhein. Quabeck blieb dem Verein treu und stieg mit RWO unter der Führung von Trainer Friedel Elting in der Saison 1982/83 wieder in die 2. Bundesliga auf.